# Glenn Daniëls
Glenn Daniëls (Brussel, 30 januari 1994) is een Belgisch voormalig voetballer die speelde als doelman. Tussen 2012 en 2021 was hij actief voor Celtic, Partick Thistle, Fortuna Sittard, Sporting Hasselt, Lommel SK en Thes Sport.

## Clubcarrière
Daniëls speelde in de jeugd van Birmingham City en werd overgenomen door Celtic. In het seizoen 2012/13 werd hij voor één jaar verhuurd aan Partick Thistle. Aldaar debuteerde hij tijdens een gelijkspel tegen Dumbarton (0–0). Daniëls speelde het gehele duel mee. In de zomer van 2013 was hij op proef bij Fortuna Sittard. Dit resulteerde uiteindelijk in een eenjarige verbintenis bij de club. Hij verloor de strijd met Mark Voss als reservekeeper achter Ferhat Kaya in eerste instantie, maar aan het einde van het seizoen veroverde hij een plaats als tweede doelman. Hierop verlengde hij zijn contract met twee jaar.
Sporting Hasselt werd in de zomer van 2016 de nieuwe club van Daniëls. Een jaar later tekende hij voor twee seizoenen bij Lommel SK. Na afloop van zijn contract daar vertrok hij. In september 2020 vond hij in Thes Sport een nieuwe club. Deze verliet hij medio 2021.

## Clubstatistieken
| Seizoen | Club              | Competitie       | Competitie | Competitie | Beker | Beker | Internationaal | Internationaal | Totaal | Totaal |
| Seizoen | Club              | Competitie       | Wed.       | Dlp.       | Wed.  | Dlp.  | Wed.           | Dlp.           | Wed.   | Dlp.   |
| ------- | ----------------- | ---------------- | ---------- | ---------- | ----- | ----- | -------------- | -------------- | ------ | ------ |
| 2012/13 | Celtic            | Premiership      | 0          | 0          | 0     | 0     | 0              | 0              | 0      | 0      |
| 2012/13 | → Partick Thistle | First Division   | 1          | 0          | 0     | 0     | —              | —              | 1      | 0      |
| 2013/14 | Fortuna Sittard   | Eerste divisie   | 0          | 0          | 0     | 0     | —              | —              | 0      | 0      |
| 2014/15 | Fortuna Sittard   | Eerste divisie   | 0          | 0          | 0     | 0     | —              | —              | 0      | 0      |
| 2015/16 | Fortuna Sittard   | Eerste divisie   | 1          | 0          | 0     | 0     | —              | —              | 1      | 0      |
| 2016/17 | Sporting Hasselt  | Eerste nationale | 17         | 0          | 0     | 0     | —              | —              | 17     | 0      |
| 2017/18 | Lommel SK         | Eerste nationale | 2          | 0          | 0     | 0     | —              | —              | 2      | 0      |
| 2018/19 | Lommel SK         | Eerste klasse B  | 0          | 0          | 2     | 0     | —              | —              | 2      | 0      |
| Totaal  | Totaal            | Totaal           | 21         | 0          | 2     | 0     | 0              | 0              | 23     | 0      |